# Heringia californica
Heringia californica är en tvåvingeart som först beskrevs av Davidson 1917.  Heringia californica ingår i släktet gallblomflugor, och familjen blomflugor. Inga underarter finns listade i Catalogue of Life.